# Gödi Vass István (festőművész)
Vass István Mátyás (Göd, 1941. december 25. –) magyar festőművész, országgyűlési képviselő, költő.

## Élete
Gödi Vass István, születési neve Vass István Mátyás. Művészneve Gödi Vass István. Munkáit Gödi Vass néven szignálja.
Egy Duna melletti faluban, Gödön született 1941. december 25-én.
Már gyerekkorában sokat rajzolt, s bár az általános iskola elvégzése után a budapesti Képzőművészeti Gimnáziumban kezdhette volna meg tanulmányait, oda sikeresen felvételizett, mégis a másodikként megjelölt váci Gépipari Technikumban kezdhette meg a tanévet.
Résztvevője volt az 1956-os forradalomnak, s ezért három év javítóintézeti nevelésre ítélték.
Az Aszódi Javítóintézetbe került, ahol rajzolni és zenélni is tanult, s klarinéton játszott az intézet fúvószenekarában.
1960-ban került haza a szülői házba. Tanult szakmájában dolgozott, emellett több éven át klarinéton, szaxofonon játszott különböző tánczenekarokban.
Évtizedeken át gépi forgácsolóként dolgozott. Közben, 1971-ben, a Berzsenyi Dániel Gimnázium (Budapest) esti tagozatán leérettségizett, majd ugyanebben az évben levelező tagozaton felvételt nyert az ELTE Állam- és Jogtudományi Karára. Tanulmányai azonban, miután kiderült az 1956-os forradalommal kapcsolatos múltja, 1973-ban félbeszakadtak.
A Kádár János (politikus) által vezetett un. kádár-korszakban, Magyarország 1957–1989 közötti időszakában az 1956-os forradalommal kapcsolatos múltja miatt lehetőségei nem voltak. Ezért, bár a festéssel intenzíven foglalkozott, de a művészeti közélettől is távol tartotta magát.
Az 1989–90-es rendszerváltás során aktívan bekapcsolódott a rendszerváltás eseményeibe.
1989-ben a szervezet alakuló ülésén beválasztották a Szabad Kezdeményezések Hálózatának Ideiglenes Országos Tanácsába, majd a Szabad Demokraták Szövetsége (mozaiknév: SZDSZ) Országos Tanácsába, és ügyvivői testületébe.
1990-ben megyei listáról a Szabad Demokraták Szövetségenek parlamenti képviselője lett
Az Országgyűlés munkájában részt vett, ugyanakkor egyre Inkább csalódott pártjának politikájában, ezért fokozatosan kivonta magát a képviselőcsoport munkájából. Közben, 1991-ben megkapta az 1956-os Emlékérem kitüntetést. A független szakszervezeteket is segítette mandátuma alatt.
Az 1956-os forradalom 50. évfordulóján, 2006-ban a Pest Megyei ’56-os Emlékbizottság - Pest megye Önkormányzata EMLÉKLAP-jával, a Politikai Foglyok Országos Szövetségének EMLÉKLAP-jával, valamint az ’50. évfordulóra készült „A HAZA MINDENELŐTT” Emlékéremmel tüntették ki. Ekkor lett tagja a Politikai Foglyok Országos Szövetségének, a POFOSZ-nak.

## Művészete
Az Aszódi Javítóintézetben 1957 és 1960 között Barlai Béla festőművész tanár tanította rajzra, és ismertette meg vele a festészet alapjait.
A Duna, a Dunakanyar, a Pilis (hegység) és a Visegrádi-hegység vonulatai nagy hatással voltak rá, s évtizedeken át témái voltak festőművészetének.
1974-ben kezdte az AJAMK-ban, a József Attila Művelődési Központ (Budapest) intézményben működő Moholy-Nagy László Képző- és Iparművészeti Stúdióban festészeti tanulmányait, Fischer Ernő (festő), főiskolai tanár irányításával, aki akkor a Szegedi Tanárképző Főiskola rajztanszékének volt a vezetője.
Ettől kezdve a festés életének szerves része lett. Öt évig tanult nála, s szoros mester-tanítvány kapcsolat alakult ki köztük, amely levelezés formájában még sok éven át tartott.
Vass Istvánnak 1979-ben volt az első önálló kiállítása az akkori Budapesti Műszaki Egyetem E-Galériájában. Azóta rendszeresen kiállít.
Gödi műtermében alkot, de évekig lakott Kispesten, és Kőbányán is. Kispesten a Nagy Balogh János kiállító teremben, és a Kispesti Vigadóban voltak kiállításai a kilencvenes években.
Kívülállósága inspirálta, s műtermébe, képei világába zárkózva alkotott, önmagát harmadik személyek felé, outsiderként aposztrofálta.
Egy Kanadában élő magyar származású gyűjtő, Simon Péter, az általa megvásárolt Gödi Vass képeket 1979-ben, Torontóban, a Gabor Gallery nevű kiállító teremben mutatta be. Gödi Vass István nem kaphatott útlevelet, így nem utazhatott ki a kiállításra.
1989-ben volt Vácott, a Madách Imre Művelődési Központban egy jelentősebb kiállítása, amelyet Németh Árpád festőművész rendezett be és Göncz Árpád író nyitott meg.
E kiállítással vált igazán ismertté szélesebb körben. Csoportos képzőművészeti kiállításokat is szervezett, pl. Nagyváradra. A nagyváradi Kanonok soron lévő Pincegalériában zajlott, Orvos András által berendezett nagy sikerű kiállításnak akkora sikere volt, hogy meg kellett ismételni Félixfürdőn a Krisana szálloda halljában.
2005–2006-ban festette a 10 db nagyméretű képből álló ’56-os sorozatát, amely több helyszínen is ki volt állítva, és jelenleg az aszódi Petőfi Muzeális Gyűjtemény és Kiállítóhely gyűjteményét gazdagítja.
Ettől kezdve váltott át fokozatosan a líraian absztrakt művészeti, majd a nonfiguratív kifejezési formára.
1990–1999 között közel tíz évig Vácon a Múzsa Művészet- és Tudománypártoló Egyesületnek volt az elnöke, a Múzsa legszebb, induló éveiben, amikor hivatásos és műkedvelő alkotók együtt szerepeltek, keresve a kilábalást az akkori, kissé összekavarodott viszonyok között. A szervezet a Dunakanyar hivatásos és amatőr művészeinek egy részét fogta össze. Ezekben az években mélyült el barátságuk Orvos Andrással.
2008-ban pályázatot nyert grafikájából készültek a 7. Budapesti Nemzetközi Cirkuszfesztivál poszterei, albumának borítója és óriásplakátja 2016-ban.
Kőbányán a Köszi Kő-Café Galériában, Tájak, városok, emberek címmel, valamint a Kőrösi Csoma Sándor Kőbányai Kulturális Központ – KÖSZI -ben szintén 2016–ban Dolor et gloria címmel, csoportos ‘56-os emlékkiállításon vett részt.
A rákosszentmihályi Tóth Ilonka emlékház 2016-os megnyitásakor oklevéllel, emlékplakettel tüntette ki a kerület polgármestere a katolikus plébánia termében,az ‘56-os képeiből rendezett kiállításáért és a Tóth Ilona (1956-os elítélt) portréjáért, amely az emlékházban talált végleges otthonára.
2020-ban Bozóky Gyula Alapítvány oklevéllel tüntette ki a Gödön található Felsőgödi Jézus Szíve Plébánia templom 200 éve orgonájának felújításának segítségére felajánlott négy bibliai témájú festményéért, amelyeket megáldott a váci megyés püspök, mielőtt új gazdájukhoz kerültek.
2022-ben, Gróf Széchenyi Ödön halálának 100, évfordulójára felkérést kapott 4 függőkép megfestésére, amelyek a gróf értékalkotó tevékenységének helyszíneit ábrázolják. Azóta a megemlékezés keretében megnyílt Civil Ház emlékszobájának a falait díszítik Gödön.
Fél évszázados festői múlt van mögötte. Munkáiból számos helyen volt kiállítás, itthon és külföldön egyaránt. Képei elkerültek magánemberek, gyűjtők, állami, önkormányzati intézmények falaira.

## Festészeti fejlődése
1975-től, 2005-ig, impresszionista jelleggel a Dunakanyar, és más tájak hangulatát igyekezett megjeleníteni tájképein. Csendéleteket is festett. Az olajfestményei mellett, akvarellek sokaságát festette ebben az időszakban, s végül is a vizes papírra történő akvarellezés kötetlensége indította el lassan a nonfiguratív művészet és a lírai absztrakt művészet irányába.
Az 1956-os forradalom 50. évfordulójára készült el a tíz képből álló ‘56-os sorozata, majd képei lassan az absztrakt művészet irányába fordultak.
2005-től 2018-ig eleinte mértaniasan szerkesztett absztrakt képeket alkotott, mint pl. a Visegrádi katlan című, majd oldottabb, líraian elvont stílus jegyében születtek a munkái, mint pl. a Fényember c. képe. Több képsorozatot is festett, különböző témákról, líraian absztrakt módon.
A Mitológiai sorozata eddig nyolc képből áll, és az ógörög mitológia történeteiből merítkezik.
A Biblia történeteit a Szakrális sorozatában dolgozza fel. E témában 23 darab képet festett.
Hét darab munkáját foglalja magában a Magyar őstörténeti sorozat, Nimród (király)tól az Árpád-házi királyokig.
2018-ban fordult a zenei témák felé. Az első zenei sorozatban az egyes zenei műfajok jellegét, hangulatát igyekezett kifejezni a festészet eszközeivel. 12 db képe született, amelyekből e hangulatok, a csend, nyugalom, a túláradó, harsány izgalom, az öröm, vagy éppen a látványos virtuozitás köszön felénk, amelyek jellemzik az adott zenei műformát.
A második zenei sorozatának a Hangok helyett Színek címet adta, és ebben már klasszikus zeneszerzők konkrét műveit szólaltatja meg hangok helyett színekkel. E képek festésénél jelenik meg sajátos érzékelési módja, a szinesztézia.
Hangok helyett színek című sorozatának képein a szinesztézia, a filozófia és a festőművészet egysége jelenik meg.
A festés mellett olykor szavakkal is kifejezi mondanivalóját, két irodalmi műfajban is, a költészet és a próza területén.
Nevét beírta az Aszódi Javító Intézet történetébe. Az intézettel máig kapcsolatban van. Az Intézet fennállásának 135. évfordulójára megjelent, Asztalos Tamás által szerkesztett könyvben szócikk olvasható róla.
- Gödi Vass István Dunai holtág (Fényben) 60x80 olaj-vászon posztimpresszionista stílus 1980
- Gödi Vass István Visegrádi katlan 75x90 olaj-vászon absztrakt stílus 1995
- Fényember

## Fontosabb egyéni kiállítások
- 1975 Budapest XI. kerülete Műszaki Egyetem E-Galéria
- 1979 Toronto Toronto Gallery Gabor
- Vác Madách Imre Művelődési Központ
- 1990 Budapest VI. kerület SzDSz-terem
- 1994 Vác Margaréta presszó
- 1994 Budapest XIX. kerület Nagy Balogh János kiállító terem
- 1994 Budapest XIX. kerület Kispesti Vigadó
- 1995 Vác Műszaki és Természettudományi Egyesületek Szövetsége, a székház nagyterme
- 1995 Göd Felsőgödi Jézus Szíve Plébánia templom (Szatmárhegyi közösségi házért)
- 1997 Vác Műszaki és Természettudományi Egyesületek Szövetsége, a székház nagyterme
- 1997 Göd József Attila Művelődési Ház
- 2004 Budapest XIII. kerület József Attila Művelődési Központ
- 2005 Vác Madách Imre Művelődési Központ
- 2006 Dunakeszi Kőrösi Csoma Sándor Általános Iskola hallja
- 2007 Göd József Attila Művelődési Ház
- 2007 Budapest VI. kerület Westend Office Center „B” főbejárati aula
- 2016 Budapest X. kerülete KÖSZI Kő-Café Galéria
- 2019 Aszód Aszódi Javító Intézet terme
- 2020 Gödöllő Művészetek Háza
- 2021 Vác Madách Imre Művelődési Központ (Számadás 80)[15]
- 2023 Budapest IV. kerület Ifjúsági Ház Új Galéria (Jelenvalólétünk)[23]
- 2023 Aszód Podmaniczky-kastély Morpheus Galéria Életmű kiállítás

## Csoportos kiállítások
- 1990 Nagyvárad Kanonoksor Galéria
- 1991 Félixfürdő Krisina szálló hallja
- 1992 Budapest SzDSz kiállítóterme
- 1992 Kapolcs
- 1993 Balatonalmádi Városház Galéria
- 1995 Budapest TV Székház.
- 1995 Göd Nyári Tárlat
- 1995 Vác MÚZSA kiállítás
- 1996 Göd Nyári Tárlat
- 1997 Marignane
- 1998 Dunakeszi MÚZSA kiállítás
- 1998 Vác Világi Vigalom. Városháza barokk udvara
- 2004 Vác Téli Tárlat
- 2016 Budapest X. kerülete Kőrösi Csoma Művelődési Központ(’56-os anyag)
- 2019 Veresegyház Udvarház Galéria (A táj varázsa)[24]
- 2020 Veresegyház Udvarház Galéria (Fronton maradva)[25]
- 2020 Vác Téli Tárlat
- 2021 Vác Téli Tárlat
- 2022 Vác Téli Tárlat
- 2022 Veresegyház Udvarház Galéria (Átformált táj)
- 2023 Ipolyság MENORA SAAG CENTRUM ARTIS (Átformált táj) A háború lenyomata az Ipolyságon
- 2023 Vác Téli Tárlat
- 2024 Vác TéliTárlat

## Kötetek
- Így írunk mi 12. Versek, novellák (Holnap Magazin, Székesfehérvár. 2023, ISSN 2063-8124)
- Így írunk mi 19. Versek, novellák (Holnap Magazin, Székesfehérvár. 2025, ISSN 2063-8124)